# Abraxas latilimbata
Abraxas latilimbata là một loài bướm đêm trong họ Geometridae.